# Robert Grubb
Robert Grubb (* 31. Januar 1950 in Hobart, Tasmanien, Australien) ist ein australischer Schauspieler. In Deutschland wurde er vor allem durch seine Rolle des Dr. Geoff Standish in der Serie Die fliegenden Ärzte bekannt.

## Leben
Erst im Alter von 26 begann Robert seine Ausbildung zum Schauspieler am National Institute of Dramatic Art (NIDA) und graduierte im Jahr 1978. Nach seinem Abschluss zog es ihn auf die Theaterbühne am „South Australian Theatre“ und machte sich einen Namen als Sänger. Darauf folgten bald die ersten Filmrollen. So spielte er in den Filmen Gallipoli und Mad Max – Jenseits der Donnerkuppel.
Den Durchbruch schaffte Robert mit seiner Rolle des Dr. Geoff Standish in der Serie Die fliegenden Ärzte. In dieser Rolle ist er ab Folge 17 zu sehen und gehörte bis zum Ende der Serie 1991 zum Stammpersonal.
Danach zog es ihn wieder ans Theater. Zuletzt spielte er in vielen bekannten Musicals, wie als Phantom im Phantom der Oper, der Harry Bright in Mamma Mia oder den Hippie Pop in We Will Rock You.
Robert Grubb ist zudem in den Kurzfilmen Black Button und The Window zu sehen. Diese entstanden in Zusammenarbeit mit seinem Sohn Hayden, Filmstudent und Gründungsmitglied von Dark Heart Productions.
Er ist mit Robin Silver verheiratet und hat zwei Söhne, Emerson (* 1982) und Hayden (* 1985).

## Filmografie (Auswahl)
- 1979: Meine brillante Karriere (My Brilliant Career)
- 1981: Gallipoli – An die Hölle verraten (Gallipoli)
- 1982: Phar Lap – Legende einer Nation (Phar Lap: Heart of a Nation)
- 1985: Mad Max – Jenseits der Donnerkuppel (Mad Max Beyond Thunderdome)
- 2000: Waiting at the Royal (Fernsehfilm)
- 2000: The Potato Factory (Fernsehserie)
- 2003: After the Deluge (Fernsehserie)
- 2004: Salem’s Lot – Brennen muss Salem (Fernsehfilm)
- 2004: The Brush-Off (Fernsehfilm)
- 2006: Der Schatz von Fidschi (Fernsehserie)
- 2007: Black Button (Kurzfilm)
- 2008: The Window (Kurzfilm)
- 2008: All Saints (Fernsehserie, eine Folge)
- 2008: McLeods Töchter (McLeod’s Daughters; Fernsehserie 2 Folgen)
- 2012: Miss Fishers mysteriöse Mordfälle (Miss Fisher’s Murder Mysteries, Fernsehserie) (eine Folge)
- 2013: Reef Doctors – Die Inselklinik (Reef Doctors, Fernsehserie, 3 Folgen)
- 2017: Wentworth (Fernsehserie, eine Folge)
- 2019: Navy CIS: New Orleans (NCIS: New Orleans, Fernsehserie, eine Folge)